# Fußball-Verbandspokal 2013/14
Über den Fußball-Verbandspokal 2013/14 wurden die Teilnehmer der 21 Landesverbände des DFB am DFB-Pokal 2014/15 ermittelt. Die Sieger der Verbandspokale waren zur Teilnahme an der ersten Runde des DFB-Pokals berechtigt. Die drei Landesverbände mit den meisten Herrenmannschaften im Spielbetrieb – Bayern, Niedersachsen und Westfalen – entsandten zusätzlich einen zweiten Teilnehmer. Somit qualifizierten sich 24 Amateurvereine für den nationalen Pokalwettbewerb, davon 23 über die Verbandspokale. Die zweiten Mannschaften der Profivereine (1. und 2. Bundesliga) durften nicht am DFB-Pokal teilnehmen.
In Niedersachsen und Westfalen qualifizierten sich zusätzlich zum Pokalsieger der unterlegene Pokalfinalist zum DFB-Pokal, in Bayern qualifizierte sich die beste Mannschaft der Regionalliga-Saison 2013/14 – sofern sie nicht die zweite Mannschaft eines Profiklubs war – zusätzlich zum Sieger des Verbandspokals für die erste Hauptrunde des DFB-Pokals.

## Endspielergebnisse
Die Tabelle gibt eine Übersicht über die Verbandspokal-Endspiele der Saison 2013/14. Die Mannschaften, die sich für den DFB-Pokal qualifiziert haben, sind fett dargestellt.
| Verbandspokal-Endspiele der Saison 2013/14 | Verbandspokal-Endspiele der Saison 2013/14 | Verbandspokal-Endspiele der Saison 2013/14 | Verbandspokal-Endspiele der Saison 2013/14 | Verbandspokal-Endspiele der Saison 2013/14 | Verbandspokal-Endspiele der Saison 2013/14 |
| Verband                                    | Pokal                                      | Austragungsort                             | Heimmannschaft                             | Ergebnis                                   | Gastmannschaft                             |
| ------------------------------------------ | ------------------------------------------ | ------------------------------------------ | ------------------------------------------ | ------------------------------------------ | ------------------------------------------ |
| Baden                                      | Krombacher-Pokal                           | Kirrlach                                   | FC-Astoria Walldorf (OL)                   | 1:0 (0:0)                                  | FC Nöttingen (OL)                          |
| Bayern 1                                   | Bayerischer Toto-Pokal (2013/14)           | Passau                                     | SV Schalding-Heining (RL)                  | 2:2 (1:0), 2:4 i. E. 2                     | Würzburger Kickers (RL)                    |
| Berlin                                     | Berliner-Pilsner-Pokal                     | Berlin                                     | FC Viktoria 1889 Berlin (RL)               | 2:1 (1:0)                                  | Tasmania Berlin (VL)                       |
| Brandenburg                                | Krombacher-Pokal                           | Rathenow                                   | FSV Optik Rathenow (RL)                    | 3:1 (1:0)                                  | SV Babelsberg 03 (RL)                      |
| Bremen                                     | Lotto-Pokal                                | Bremen-Obervieland                         | Bremer SV (OL)                             | 1:0 (0:0)                                  | Blumenthaler SV (OL)                       |
| Hamburg                                    | ODDSET-Pokal                               | Hamburg                                    | USC Paloma Hamburg (VL)                    | 0:0 n. V., 3:2 i. E.                       | SC Condor Hamburg (OL)                     |
| Hessen                                     | Krombacher Hessenpokal                     | Offenbach                                  | Kickers Offenbach (RL) 3                   | 1:1 (1:0), 3:1 i. E.                       | SV Darmstadt 98 (3L)                       |
| Mecklenburg-Vorpommern                     | Lübzer Pils Cup                            | Malchow                                    | Sievershäger SV 1950 (VL)                  | 0:4 (0:0)                                  | 1. FC Neubrandenburg 04 (OL)               |
| Mittelrhein                                | Bitburger-Pokal                            | Bonn                                       | FC Viktoria Köln (RL)                      | 2:1 (2:0)                                  | FC Wegberg-Beeck (OL)                      |
| Niederrhein                                | Niederrheinpokal                           | Duisburg                                   | MSV Duisburg (3L)                          | 5:2 (0:0)                                  | TV Jahn Hiesfeld (OL)                      |
| Niedersachsen 1                            | NFV-Pokal (2013/14)                        | Braunschweig                               | Freie Turnerschaft Braunschweig (OL)       | 1:2 (0:1)                                  | BSV Rehden (RL)                            |
| Rheinland 4                                | Bitburger-Rheinlandpokal                   | Trier                                      | Eintracht Trier (RL)                       | 3:0 (1:0)                                  | SG Altenkirchen/Neitersen (VL)             |
| Saarland                                   | Saarlandpokal                              | Völklingen                                 | FC 08 Homburg (RL)                         | 2:0 (2:0)                                  | SV Elversberg (3L)                         |
| Sachsen                                    | Wernesgrüner-Pokal                         | Neugersdorf                                | FC Oberlausitz Neugersdorf (OL)            | 2:3 n. V. (2:2, 0:1)                       | Chemnitzer FC (3L)                         |
| Sachsen-Anhalt                             | FSA-Pokal                                  | Halle                                      | 1. FC Magdeburg (RL)                       | 3:0 n. V.                                  | Hallescher FC (3L)                         |
| Schleswig-Holstein                         | SHFV-Lotto-Pokal                           | Kiel                                       | ETSV Weiche (RL)                           | 1:1 n. V. (1:1, 1:1), 12:13 i. E.          | Holstein Kiel (3L)                         |
| Südbaden                                   | SBFV-Rothaus-Pokal                         | Freiburg                                   | FC Bötzingen (VL)                          | 0:4 (0:2)                                  | SV Waldkirch (VL)                          |
| Südwest                                    | Bitburger-Verbandspokal                    | Mehlingen                                  | SV Alemannia Waldalgesheim (OL)            | 1:0 (0:0)                                  | SVN Zweibrücken (RL)                       |
| Thüringen                                  | Köstritzer-Landespokal                     | Jena                                       | FC Rot-Weiß Erfurt (3L)                    | 0:5 (0:2)                                  | FC Carl Zeiss Jena (RL)                    |
| Westfalen 1                                | Krombacher-Pokal                           | Siegen                                     | Preußen Münster (3L)                       | 3:0 (0:0)                                  | Sportfreunde Siegen (RL)                   |
| Württemberg                                | Bitburger-wfv-Pokal                        | Großaspach                                 | Stuttgarter Kickers (3L) 3                 | 2:4 (1:1)                                  | 1. FC Heidenheim (3L)                      |

| Spielklassenzuordnung der gleichen Saison | Spielklassenzuordnung der gleichen Saison |
| ----------------------------------------- | ----------------------------------------- |
| (3L)                                      | 3. Liga                                   |
| (RL)                                      | Regionalliga (4. Liga)                    |
| (OL)                                      | Oberliga (5. Liga)                        |
| (VL)                                      | Verbandsliga (6. Liga)                    |